# Žika Bujuklić
Žika Bujuklić, cyr. Жика Бујуклић (ur. 23 stycznia 1952 w Belgradzie) – serbski prawnik, specjalista w zakresie historii państwa i prawa, nauczyciel akademicki, profesor Uniwersytetu w Belgradzie.

## Życiorys
Ukończył szkołę średnią w Belgradzie i szkołę muzyczną „Stanković” w klasie skrzypiec. W 1975 został absolwentem prawa na Uniwersytecie w Belgradzie, w 1985 uzyskał magisterium na podstawie pracy poświęconej średniowiecznemu prawu rzeczowemu. W 1999 doktoryzował się w oparciu o rozprawę z zakresu prawa rzymskiego. W drugiej połowie lat 70. został nauczycielem akademickim na macierzystym wydziale. Od 2009 przez trzy lata pełnił funkcję prodziekana wydziału prawa do spraw dydaktycznych. Pełną profesurę uzyskał w 2014. Cztery lata później przeszedł na emeryturę. Wykładał także na Uniwersytecie w Sarajewie Wschodnim i na Uniwersytecie w Kragujevacu.
W pracy badawczej zajmował się m.in. początkami prawa rzymskiego i genezą jego niektórych instytucji, pojawieniem się prawa stanowionego, recepcją prawa rzymskiego w średniowiecznej Europie. Współzałożyciel stowarzyszenia Društvo „Dante Aligijeri” w Belgradzie. Był członkiem rady redakcyjnej periodyku naukowego „Anali Pravnog fakulteta u Beogradu – časopis za pravne i društvene nauke” i redaktorem wydziałowego czasopismo „Acta diurna”. Autor m.in. publikacji Forum Romanum – Rimska država, pravo, religija i mitovi (2005).
Przed wyborami parlamentarnymi w 2022 otrzymał piąte miejsce na liście koalicji skupionej wokół prezydenta Aleksandara Vučicia i jego Serbskiej Partii Postępowej; w wyniku głosowania uzyskał mandat posła do Zgromadzenia Narodowego Republiki Serbii.